# Ludvík Francouzský (1661–1711)
Ludvík Bourbonský z Viennois (1. listopadu 1661, Zámek ve Fontainebleau, Francouzské království – 14. dubna 1711, Zámek Meudon, Francouzské království) byl nejstarší syn a dědic krále Ludvíka XIV. a jeho choti Marie Terezy Španělské. Jako právoplatný dědic francouzského trůnu byl titulován dauphinem francouzským. Stal se známým jako Velký dauphin (francouzsky le Grand Dauphin) po narození svého syna Ludvíka Burgundského, známého jako Malý dauphin (francouzsky le Petit Dauphin). Protože zemřel dřív než jeho královský otec, nikdy na francouzský trůn neusedl.

## Život
Narodil se 1. listopadu roku 1661 na zámku ve Fontainebleau jako nejstarší syn krále a královny Francie. Byl pokřtěn 24. května 1668 v sedmi letech věku. Při tomto obřadu zastupoval kardinál z Vendôme oficiálního kmotra, papeže Klementa IX., a princezna Anna Marie de Bourbon-Conti zastupovala kmotru Henriettu Marii Bourbonskou. Pro tuto velkou událost zkomponoval dvorní skladatel Jean-Baptiste Lully moteto Plaude Laetare Gallia.
Po svém křtu byl Ludvík odebrán ženské péči a umístěn do mužské společnosti. Jeho vychovatelem se stal Charles de Saint-Maure, jeho učitelem Jacques-Bénigne Bossuet. Ludvíkova výchova však nebyla příliš úspěšná.
Říkalo se, že když Ludvík dospěl, mohl se celý den jen houpat v křesle. Nicméně díky své štědrosti, přívětivosti a liberálnosti byl v Paříži a v celé Francii velmi populární a oblíbený.
Ludvík byl jeden ze šesti legitimních dětí svého otce. Všechny ostatní zemřely v raném dětství. Druhá nejdéle žijící dcera, Marie Tereza Francouzská (1667–1672), zemřela ve věku pěti let, když bylo Ludvíkovi 11 let.
Ludvík XIV. chtěl svého syna oženit s princeznami z evropských nebo i francouzských rodin, např. s Annou Marií Luisou de Medici, nebo Marií Louisou Orleánskou, která byla Ludvíkovou sestřenicí jako dcera Filipa I. Orleánského a Henrietty Anny Stuartovny. Podle některých zpráv byli Ludvík a Marie Louisa Orleánská do sebe zamilovaní, nicméně Ludvík XIV. využil Marii Louisu k navázání kontaktu se Španělskem a přinutil ji, aby se provdala za španělského Habsburka Karla II., jenž byl zároveň nevlastním strýcem Velkého Dauphina. Nakonec se Ludvík oženil s Marií Annou Bavorskou, která údajně nebyla atraktivní, byla však velmi inteligentní.

## Politická a vojenská role
I když mu bylo dovoleno účastnit se Královské rady (Conseil du Roi), v politice žádnou velkou roli nehrál, místo toho se věnoval umění (sbírky ve Versailles a v Meudonu). Žil tiše v Meudonu, obklopen svými dvěma nevlastními sestrami, které ho obě milovaly. Tito tři tvořili Cabal de Meudon (tajný spolek na Meudonu), kterému oponoval Ludvíkův syn, Ludvík Burgundský a jeho manželka Marie Adelaide Savojská.
Během Devítileté války byl poslán do Porýní. Před odjezdem mu jeho otec řekl: „Posílám tě velet mé armádě, dávám ti příležitost zviditelnit své zásluhy; jdi a ukaž je celé Evropě, abys, až umřu, nemusel oznámit: Král je mrtev.“ Vzhledem k tomu, že dauphin Ludvík zemřel již roku 1711 na pravé neštovice, jeho otec jej přežil o čtyři roky.

## Manželství
Ludvík se oženil s Marií Annou Viktorií Bavorskou, se kterou měl tři syny. Ve Francii byla známá jako la dauphine Marie Anne Victoire. Po Mariině smrti v roce 1690 se Ludvík roku 1695 tajně oženil se svou milenkou Marie Emilie de Joly (ta však již nezískala titul dauphine).

## Vývod z předků
|                      |                          |  |                     |                        |  |  |  |  |  |  |  | Antonín Navarrský |
|                      |                          |  |                     |                        |  |  |  |  |  |  |  |                   |
|                      | Jindřich IV. Francouzský |  |                     |                        |  |  |  |  |  |  |  |                   |
|                      |                          |  |                     |                        |  |  |  |  |  |  |  |                   |
|                      |                          |  |                     | Jana III. Navarrská    |  |  |  |  |  |  |  |                   |
|                      |                          |  |                     |                        |  |  |  |  |  |  |  |                   |
|                      | Ludvík XIII.             |  |                     |                        |  |  |  |  |  |  |  |                   |
|                      |                          |  |                     |                        |  |  |  |  |  |  |  |                   |
|                      |                          |  |                     | František I. Toskánský |  |  |  |  |  |  |  |                   |
|                      |                          |  |                     |                        |  |  |  |  |  |  |  |                   |
|                      | Marie Medicejská         |  |                     |                        |  |  |  |  |  |  |  |                   |
|                      |                          |  |                     |                        |  |  |  |  |  |  |  |                   |
|                      |                          |  |                     | Johana Habsburská      |  |  |  |  |  |  |  |                   |
|                      |                          |  |                     |                        |  |  |  |  |  |  |  |                   |
|                      | Ludvík XIV.              |  |                     |                        |  |  |  |  |  |  |  |                   |
|                      |                          |  |                     |                        |  |  |  |  |  |  |  |                   |
|                      |                          |  |                     | Filip II. Španělský    |  |  |  |  |  |  |  |                   |
|                      |                          |  |                     |                        |  |  |  |  |  |  |  |                   |
|                      | Filip III. Španělský     |  |                     |                        |  |  |  |  |  |  |  |                   |
|                      |                          |  |                     |                        |  |  |  |  |  |  |  |                   |
|                      |                          |  |                     | Anna Habsburská        |  |  |  |  |  |  |  |                   |
|                      |                          |  |                     |                        |  |  |  |  |  |  |  |                   |
|                      | Anna Rakouská            |  |                     |                        |  |  |  |  |  |  |  |                   |
|                      |                          |  |                     |                        |  |  |  |  |  |  |  |                   |
|                      |                          |  |                     | Karel II. Štýrský      |  |  |  |  |  |  |  |                   |
|                      |                          |  |                     |                        |  |  |  |  |  |  |  |                   |
|                      | Markéta Habsburská       |  |                     |                        |  |  |  |  |  |  |  |                   |
|                      |                          |  |                     |                        |  |  |  |  |  |  |  |                   |
|                      |                          |  |                     | Marie Anna Bavorská    |  |  |  |  |  |  |  |                   |
|                      |                          |  |                     |                        |  |  |  |  |  |  |  |                   |
| 'Ludvík Francouzský' |                          |  |                     |                        |  |  |  |  |  |  |  |                   |
|                      |                          |  |                     |                        |  |  |  |  |  |  |  |                   |
|                      |                          |  | Filip II. Španělský |                        |  |  |  |  |  |  |  |                   |
|                      |                          |  |                     |                        |  |  |  |  |  |  |  |                   |
|                      | Filip III. Španělský     |  |                     |                        |  |  |  |  |  |  |  |                   |
|                      |                          |  |                     |                        |  |  |  |  |  |  |  |                   |
|                      |                          |  |                     | Anna Habsburská        |  |  |  |  |  |  |  |                   |
|                      |                          |  |                     |                        |  |  |  |  |  |  |  |                   |
|                      | Filip IV. Španělský      |  |                     |                        |  |  |  |  |  |  |  |                   |
|                      |                          |  |                     |                        |  |  |  |  |  |  |  |                   |
|                      |                          |  |                     | Karel II. Štýrský      |  |  |  |  |  |  |  |                   |
|                      |                          |  |                     |                        |  |  |  |  |  |  |  |                   |
|                      | Markéta Habsburská       |  |                     |                        |  |  |  |  |  |  |  |                   |
|                      |                          |  |                     |                        |  |  |  |  |  |  |  |                   |
|                      |                          |  |                     | Marie Anna Bavorská    |  |  |  |  |  |  |  |                   |
|                      |                          |  |                     |                        |  |  |  |  |  |  |  |                   |
|                      | Marie Tereza Habsburská  |  |                     |                        |  |  |  |  |  |  |  |                   |
|                      |                          |  |                     |                        |  |  |  |  |  |  |  |                   |
|                      |                          |  |                     | Antonín Navarrský      |  |  |  |  |  |  |  |                   |
|                      |                          |  |                     |                        |  |  |  |  |  |  |  |                   |
|                      | Jindřich IV. Francouzský |  |                     |                        |  |  |  |  |  |  |  |                   |
|                      |                          |  |                     |                        |  |  |  |  |  |  |  |                   |
|                      |                          |  |                     | Jana III. Navarrská    |  |  |  |  |  |  |  |                   |
|                      |                          |  |                     |                        |  |  |  |  |  |  |  |                   |
|                      | Izabela Bourbonská       |  |                     |                        |  |  |  |  |  |  |  |                   |
|                      |                          |  |                     |                        |  |  |  |  |  |  |  |                   |
|                      |                          |  |                     | František I. Toskánský |  |  |  |  |  |  |  |                   |
|                      |                          |  |                     |                        |  |  |  |  |  |  |  |                   |
|                      | Marie Medicejská         |  |                     |                        |  |  |  |  |  |  |  |                   |
|                      |                          |  |                     |                        |  |  |  |  |  |  |  |                   |
|                      |                          |  |                     | Johana Habsburská      |  |  |  |  |  |  |  |                   |
|                      |                          |  |                     |                        |  |  |  |  |  |  |  |                   |